# Planalto Mexicano

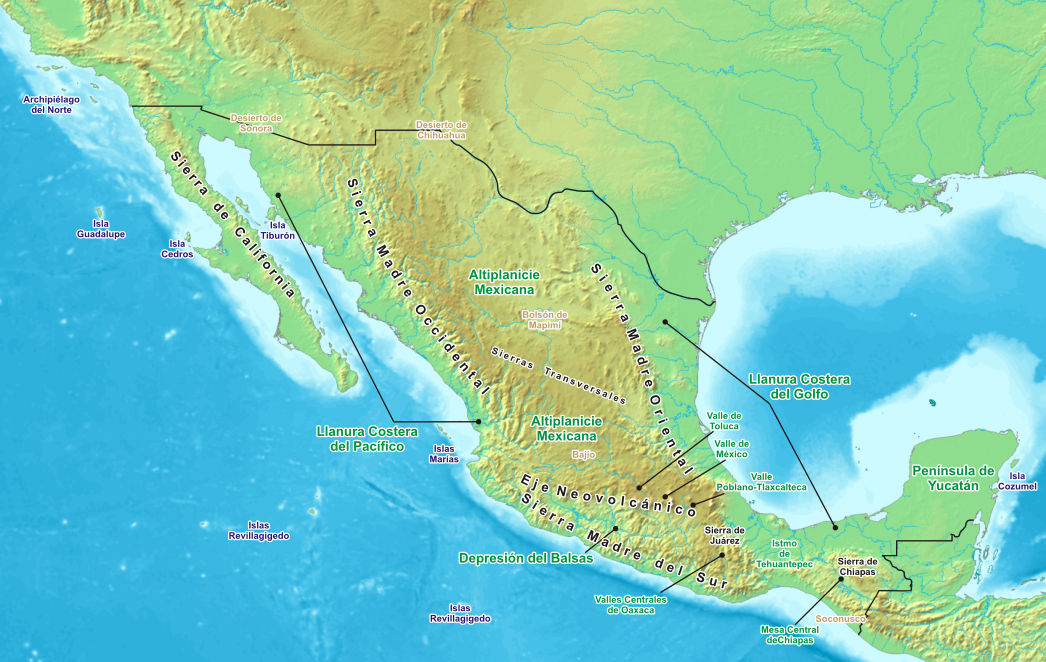
Localização do planalto mexicano

O Planalto Mexicano é uma região natural do México que se estende desde a fronteira desse país com os Estados Unidos da América a norte até ao Eixo Neovulcânico a sul. Os seus limites oriental e ocidental são materializados pelas Serra Madre Oriental e Serra Madre Ocidental respectivamente. O planalto mexicano alberga a maior parte da população mexicana e é o coração econômico deste país.
```
 O planalto do México é cercado por formações de maior altitude,que são prolongados até a Cidade do México.
```